# Quercus coccinea
Quercus coccinea Münchh., 1770 è una quercia originaria dell'est degli Stati Uniti, introdotta in Europa alla fine del '600.

## Descrizione
Albero a tronco esile e corteccia grigia con poche fessure, cima arrotondata, raggiunge i 20 metri con una crescita molto lenta (a 20 anni raggiunge i 7 m).
Le foglie profondamente lobate di 10/16 cm sono lucide su entrambe le pagine; di un bel verde scuro sulla pagina superiore, diventano scarlatte in autunno.
Molto decorativa per i suoi colori, si adatta a qualsiasi tipo di terreno.

## Coltivazione
I semi di Q.coccinea sono di media dimensione, dimensione e morfologia che molto si avvicinano a quelli di una comune nocciola. Il tegumento appare rozzamente striato, alternando strisce brune a strisce bordò. 
Per la germinazione è necessario stratificare il seme, stratificazione che richiede tempi piuttosto brevi (si parla di circa una ventina di giorni) a freddo artificiale (frigorifero) o naturale (esterno). 
Allorquando la radichetta emergerà dall'apice inferiore del seme, anche la semina potrà avvenire.